# 克尔冈
克尔冈（Khargone），是印度中央邦克尔冈县的一个城镇。总人口88943（2017年）。有印度26號公路經過，是崑大川(Kunda river)的流域。

## 人口
该地2001年总人口86443人，其中男性44858人，女性41585人；0—6岁人口13473人，其中男7032人，女6441人；识字率66.39%，其中男性为74.68%，女性为57.44%。